# Polygala hildebrandtii
Polygala hildebrandtii är en jungfrulinsväxtart som beskrevs av Henri Ernest Baillon. Polygala hildebrandtii ingår i släktet jungfrulinssläktet, och familjen jungfrulinsväxter. Utöver nominatformen finns också underarten P. h. angustipetala.